# Хейнгидль
Хейнгидль (исл. Hengill) — вулкан в Исландии.

## География и экономика
Собственно, Хейнгидль является вулканической системой, в которую входят 2 вулкана, из которых одним является сам Хейнгидль, а другим — вулкан Хромандутиндур. Площадь вулканической системы составляет около 100 км². Вулканический район простирается от Сельвотура до ледника Лаундёкудль, и лежит на юго-западе от озера Тингвадлаватн. Хегидль является одной из высочайших гор в районе столицы Исландии — Рейкьявика, его высота равняется 803 метрам.
Последнее извержение Хейнгидля произошло более 2.000 лет назад. В настоящее время к югу и к северу от вулканов можно увидеть поля из застывшей лавы. Состоит Хейнгидль из туфа. Район этот вулканически активен и в наше время, о чём говорят находящиеся здесь многочисленные горячие минеральные источники и выходящий на земную поверхность раскалённый пар.
В настоящее время вулкан является одним из важнейших источников энергии в Южной Исландии. В районе Хейнгидль работают электростанции — Несьяведлир на западном берегу озера Тингвадлаватн, а также Хедлисхайди. Здесь также расположен известный своими горячими источниками город Хверагерди.

## История
В средние века местность вокруг вулкана пользовалась дурной славой. Здесь, в многочисленных пещерах, подземельях и гротах на протяжении многих лет селились банды разбойников.
Согласно преданиям и сагам, в предгорьях Хейнгидля жила также женщина-тролль Йора, подстерегавшая на большой дороге путешественников и пожиравшая их.